# Ꚏ̆
Ꚏ̆, ꚏ̆ (согласно Юникоду, цвэ с краткой) — буква расширенной кириллицы, использовавшаяся в абхазском языке. Соответствует нынешнему диграфу Ҵә, обозначающему лабиализованную абруптивную глухую альвеоло-палатальную аффрикату /t͡ɕʼʷ/. Происходит от буквы Ꚏ, которая, в свою очередь, происходит от буквы Ц.